# Середземноморські берегові рівнини і гори Тавр
Середземноморські берегові рівнини і гори Тавр — орографічна область у Туреччині.
Тягнуться від порту Фетхіє на заході до околиць міста Малатья на сході. У рельєфі цієї території панують хребти Західний Тавр і Центральний Тавр. Безпосередньо до узбережжя примикають рівнини. На сході області здіймаються ланцюги Антитавр (до 3000 м). Найбільший з хребтів — Центральний Тавр, окремі вершини якого досягають 3700 м. Біля північно-східного краю Середземного моря розташована алювіальна Аданська рівнина (Чукурова), утворена ріками Сейхан і Джейхан, що стікають з гір Тавр і Антитавр. Це один з провідних сільськогосподарських районів Туреччини.